# Баница (Врачанская область)
Баница (болг. Баница) — село в Болгарии. Находится в Врачанской области, входит в общину Враца. Население составляет 1350 человек.

## Политическая ситуация
В местном кметстве Баница, в состав которого входит Баница, должность кмета (старосты) исполняет Любен Иванов Нинов (ДВИЖЕНИЕ ЗА НАЦИОНАЛНО ВЪЗРАЖДАНЕ «ОБОРИЩЕ») по результатам выборов.
Кмет (мэр) общины Враца — Тотю Младенов Младенов (Граждане за европейское развитие Болгарии (ГЕРБ)) по результатам выборов.